# Pabstiella muricatifolia
Pabstiella muricatifolia är en orkidéart som beskrevs av Claudio Nicoletti de Fraga och L.Kollmann. Pabstiella muricatifolia ingår i släktet Pabstiella och familjen orkidéer. Inga underarter finns listade i Catalogue of Life.